# 馬德琳·麥卡恩失蹤事件
馬德琳·麦卡恩失蹤事件是2007年5月3日晚發生在葡萄牙阿爾加維普拉亞·達·盧什的一件女童失踪案。女童名叫馬德琳·貝絲·麥卡恩（英語：Madeleine Beth McCann，2003年5月12日—），當時只有三歲。此案是現代歷史上最知名的人口失蹤案之一，麥卡恩的行蹤至今不明。
瑪德琳當時正在葡萄牙與父母凱特（Kate）和格里·麥卡恩（Gerry McCann）及其他家庭成員一起度假。其父母在晚上八時半離開在公寓一樓睡覺的她和其孿生胞弟前往50（160英尺）外的餐廳就餐。 晚上10點時其母發現瑪德琳失蹤，葡萄牙警方最初認為這是一起誘拐綁架案，但後來誤讀英國發出的DNA分析報告而誤判瑪德琳已經死亡。 2007年9月其父母被懷疑謀殺了女孩，但次年7月得以澄清，當月葡萄牙司法部長宣佈結案。
在2011年5月蘇格蘭場在英國內政大臣的要求下宣佈展開格蘭赫行動（Operation Grange）介入調查前，麥卡恩夫婦一直僱用私人偵探進行調查。2013年10月葡萄牙警方也開始重新調查此案，當月蘇格蘭場發佈了嫌犯的電子合成照片，其中一張照片顯示一名男子攜帶著瑪德琳在事發當晚走向沙灘。此外包括J·K·羅琳在內的社會各界人士給此案提供了懸賞金。
這樁失蹤案引發了廣泛的國際關注。麥卡恩夫婦在瑪德琳失蹤後被錯誤地認為涉嫌謀殺而遭到來自推特和各種小報的人身攻擊， 2008年他們收到了賠償金及來自英國出版商北殼集團的道歉，這也導致要求限制新聞輿論的聲音增強。2020年，德國檢察官假定馬德琳·麥卡恩死亡，並且表示一名43歲德國籍連環性侵犯「克里斯坦·B（Christian B）」涉有重嫌。

## 背景

### 人物

#### 瑪德琳麥卡恩

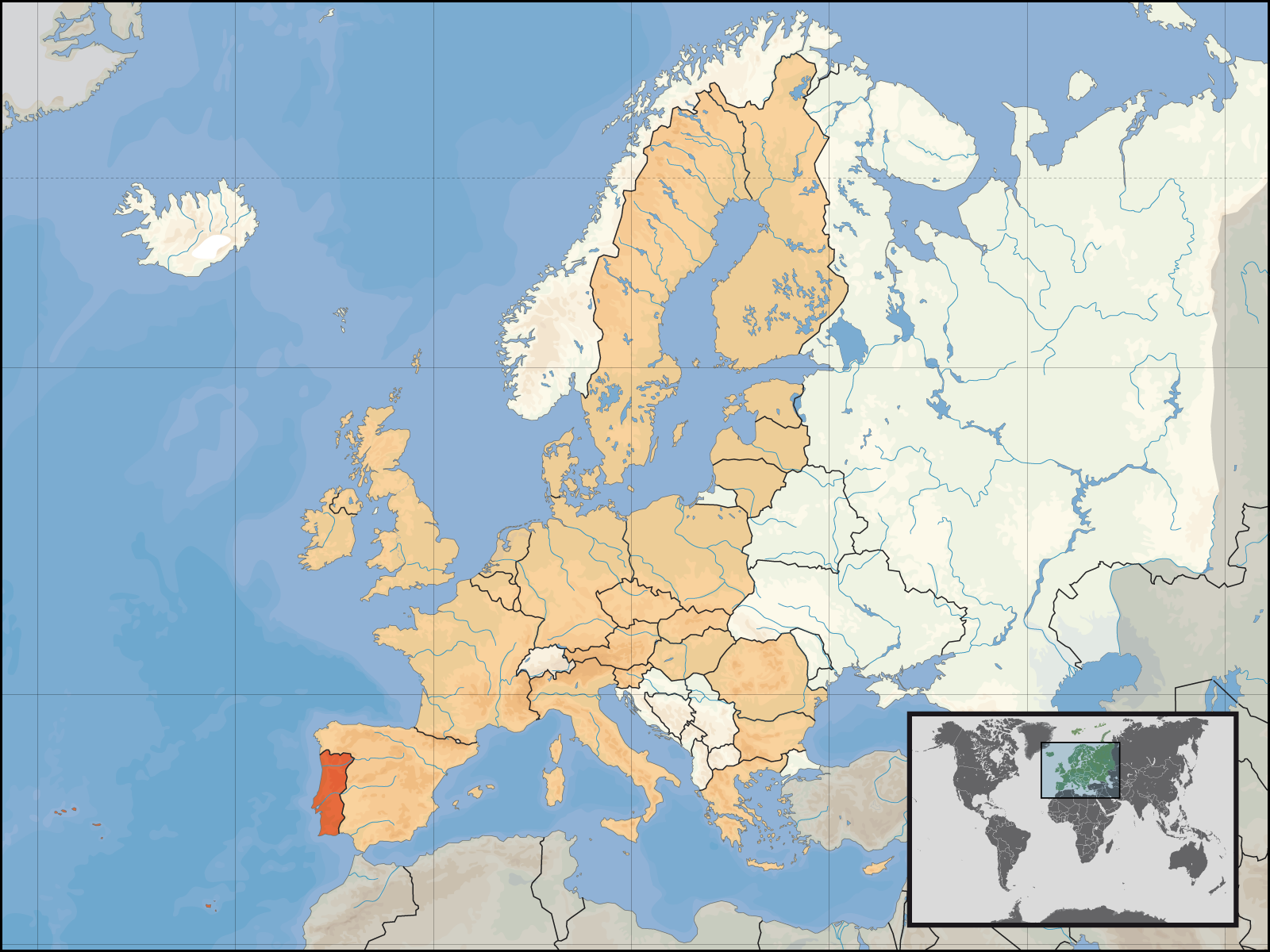
紅色部分為葡萄牙，北部和西部臨近西班牙,南部臨近摩洛哥

瑪德琳出生於2003年5月12日,住在英國的萊斯特洛斯雷。她擁有着金髮碧眼，在側小腿有小形棕色胎記，因患有虹膜異色症，導致雙眼呈現藍色和綠色，並在右眼的綠色虹膜上有一條獨特的深色条纹。2009年，英國警方為麥卡恩夫婦提供了一張瑪德琳6歲的年代進展圖，並在2012年提供了9歲的。

#### 凱特和格里麥卡恩
瑪德琳的父母均為羅馬天主教徒。母親凱特麥卡恩先後就讀於安菲爾德的諸聖學校和埃弗頓谷的聖母高中，並於 1992 年畢業於鄧迪大學，獲得醫學學位。她曾短暫地進入了婦產科，然後再進入了麻醉科，最後是全科。
父親格里麥卡恩於1968年出生於格拉斯哥，曾就讀於荷里路德中學，並在1989年從格拉斯哥大學畢業完成生理學/運動科學學士學位。1992 年，他獲得了醫學資格，並於 2002 年獲得了來自格拉斯哥的醫學博士學位。2005 年以來，他一直是萊斯特格倫菲爾德醫院的心臟病專家顧問 。麥卡恩夫婦於 1993 年在格拉斯哥相識，並於 1998 年結婚。有三個孩子，分別是2003年出生瑪德琳和2005年出生的龍鳳胎西恩(Sean)和艾米莉(Emelie) 。

#### 塔帕斯七人
麥卡恩夫婦在案發當時在與七個朋友和八個孩子一起度假，其中包括瑪德琳和瑪德琳弟妹。晚上20:30九位大人一般都在度假村的塔帕斯餐廳一起用餐，因此媒體將這七個大人為“塔帕斯七人” 。塔帕斯七人中包括菲奧娜和大衛佩恩斯，他們都是醫生，他們家庭中前往的成員包括他們的兩個孩子以及菲奧娜的母親黛安韋伯斯特。麥卡恩與佩恩斯相識多年。凱特在2000年在萊斯特綜合醫院的重症監護室工作時認識菲奧娜。陪同他們的是佩恩斯最初介紹給麥卡恩家族的兩對夫婦，營銷經理簡·坦納 (Jane Tanner) 和她的合夥人、醫生拉塞爾·奧布萊恩 (Russell O'Brien)，他們都帶著兩個孩子去度假，以及另一位醫生馬修·奧德菲爾德 (Matthew Oldfield)與他的妻子、律師雷切爾·奧爾德菲爾德和他們的女兒在一起。多年來，格里、拉塞爾和馬修一直在一起工作。根據簡.唐納的報告，她曾看到一名男子從45分鐘前報導瑪德琳度假村攜帶孩子帶走失踪成為案件的最討論方面之一。

### 案发地点
2007年4月28日，麦卡恩一家抵达葡萄牙阿尔加维大区普拉亚达卢兹村，开启为期七个夜晚的春假。普拉亚达卢兹村人口1000，因是英国人度假定居的热门地点，固有“小英国”之称。麦卡恩一家通过英国度假公司马克·华纳公司租下阿戈斯蒂尼奥·达席尔瓦博士路5A的一间公寓，房东为利物浦的一位退休教师。
公寓位于地下层，有两间卧室，属于水边村（Waterside Village）公寓群的第五栋，地处马克华纳公司旗下海洋俱乐部（Ocean Club）度假村的附近。麦卡恩一家的邻居有住在5B的马修和蕾切尔·奥德菲尔德（Matthew and Rachel Oldfield）、5D的珍·坦纳和罗素·奥布莱恩（Jane Tanner and Russell O'Brien），以及同栋一楼的佩恩斯和黛安·韦伯斯特（Paynes and Dianne Webster）。由于处在阿戈斯蒂尼奥·达席尔瓦博士路和弗朗西斯科·让蒂尔·马丁斯博士路的交界处，外人可以从两边进入5A。从客厅后方的滑动玻璃露台门可俯瞰海洋俱乐部的游泳池、网球场、小吃餐厅和酒吧，也可以前往公用的让蒂尔·马丁斯博士路，来到通往5A栋阳台及客厅的小门及台阶。5A栋的前门则位于达席尔瓦博士路海洋俱乐部街区的对面。
麦凯恩的两个孩子睡靠近的前门的卧室，房门一直被麦凯恩一家锁住。卧室有一个带窗帘的齐腰高窗户，窗帘后是一个在外面的百叶窗，由窗内的绳索控制。整个假期里，麦凯恩一直拉上百叶窗和窗帘。从窗户可以俯瞰狭窄的人行道和居民停车场，后者有一堵矮墙和道路分开。马德琳睡在靠近卧室房门、窗户对面的单人床，同时双胞胎的旅行婴儿床放在房间中间，窗下还有一张单人床。

## 案发过程

### 白天：麦卡恩家庭活动
5月3日星期四是麦卡恩一家假期的倒数第二。吃完早餐，玛德琳问：“昨天晚上（哥哥）和我哭的时候，你们怎么没有过来？”玛德琳失踪后，父母怀疑这句话意味着晚上有人进了他们的房间。另外，母亲注意到马德琳睡衣上衣有一个很大的棕色污点。
上午，父母带两个孩子在度假村的儿童俱乐部（Kids' Club）玩，中午在公寓吃午饭，之后到泳池玩水。下午2点29分，凯特给玛德琳拍了最后一张公开的照片，当时玛德琳与父亲及两岁的妹妹坐在泳池边。之后孩子回到儿童俱乐部，当晚6点和母亲回到5A，父亲则去上网球课。晚上7点左右，父母哄孩子们上床睡觉，玛德琳穿着玛莎百货的粉白相间屹耳短袖睡衣，旁边有一条安抚巾，还有毛绒玩具抱抱猫（Cuddle Cat）。

### 晚上8点30分：小吃餐厅
晚上8点30分，夫妇俩离开5A，陪朋友到海洋俱乐部泳池边的露天小吃餐厅吃饭。5A与餐厅直线距离55米（180英尺），但去餐厅要走过一条公用道路，来到海洋俱乐部度假村的大门，之后再穿过度假村到泳池另一边，全程82米（295英尺）。从公寓楼楼顶可以看到小吃餐厅，但看不到大门。由于露台的门只能从里面锁，麦卡恩一直拉上门，但没有锁，窗帘也拉开，方便他们随时回去观察孩子的动态。露台台阶顶部有一个儿童安全锁，底部有一扇矮门，矮门通向大街。
度假村员工在泳池接待区的留言簿留下一条字条，要求在麦卡恩一家假期最后四晚的晚上8点半给夫妇俩及朋友预订能俯瞰公寓的那张桌子，方便家长们监督在公寓里睡觉的孩子。案发后，凯特推测绑匪看过那张字条。大约每隔半个小时，麦卡恩夫妇和朋友会回去看孩子。当晚9点05分左右，盖瑞第一次回5A看孩子。据他回忆，当时孩子睡得很沉很安稳，但原本虚掩的房间全开了，于是他把门关上，之后回到餐厅。

### 晚上9点15分：坦纳的发现
小吃餐厅七人组的简·坦纳注意到一名带着孩子的男子，她的发现成为早期调查的关键。当时是晚上9点，坦纳离开餐厅，回去看完女儿，途径让蒂尔·马丁斯博士路时碰到加里，后者9点05分回去查看完，正在回餐厅的路上。加里停下了和一位英国的度假旅客聊天，但两个人都不记得见过坦纳。由于博士路比较窄，葡萄牙警方听完坦纳的证词觉得十分困惑，开始指责坦纳编造了目击事件。
据坦纳向警方表示，大约9点15分，她注意眼前有一名男子正带着一个小朋友路过让蒂尔·马丁斯路和达席尔瓦路交界的十字路口。男子离玛德琳的睡房不远，一直往5A公寓前门反方向朝东走去。在最初的调查中，男子步行方向成为关键系哪所，因为他正朝33岁英裔葡萄牙男子罗伯特·穆拉特的家走去，而他的家就在5A附近，所以穆拉特成为本案第一嫌疑人。
男子怀里抱着的孩子穿着一件浅粉色睡衣，裤腿及袖口处有花卉的图案，与玛德琳所穿的衣服类似。坦纳形容这个男子白皮肤、黑发、身高1.7米（5.7英尺）、35到40岁左右，从相貌上看似南欧人或地中海沿岸地区人。男子上身穿着一件黑色夹克，下身是一条金色（或浅褐色）的裤子，完全不是游客的打扮。凯特表示，玛德琳报告失踪后，坦纳就将这条消息告诉给葡萄牙警方，对方直到5月25日才向媒体公开了情况。玛德琳基金会请了一位法庭画家画这名男子的素描，于2007年10月公开。
凭借这个重要的发现，调查人员确认了案发时间，但苏格兰场的人认为男子抱着的是红鲱鱼。2013年10月，苏格兰场将坦纳看到的男子认定为一名英国度假者，当时这位度假者回海洋俱乐部的夜间托儿所接女儿回公寓。他们让度假者穿上跟当晚一样和类似的衣服，用坦纳所述的姿势站着，拍下他的照片。男子女儿所穿的睡衣和坦纳报告的一样。农庄行动（Operation Grange）首席警探、总督察安迪·雷德伍德（Andy Redwood）表示，他们“几乎可以确认”坦纳所见与绑架案无关。

### 晚上10点：史密斯的发现
否认坦纳的发现对确认案发时间非常重要后，调查人员把重心放在当晚另一位带着孩子的男子身上。这位男子由马丁和玛丽·史密斯2007年5月26日向葡萄牙警方报告。2013年，苏格兰场认为史密斯夫妇的发现确定了玛德琳被绑架的大概时间。
晚上10点左右，史密斯夫妇在离麦卡恩公寓500碼（460）的小学街（Rua da Escola Primária）看到一名男子离开海洋俱乐部前往4月25日街（Rua 25 de Abril）和沙滩，带着一名约莫三四岁的女孩。女孩棕色头发、白皮肤，穿着浅色睡衣，光着脚，男子30岁左右，1米75到1米8（5.7英尺到7.5英尺），身材苗条，棕色短发，穿着奶油色或米色长裤。在麦卡恩夫妇的聘请下，奥克利国际（Oakley International）于2008年根据史密斯夫妇的证词生成男子的电脑合成影像，后来苏格兰场于2013年在英国广播公司《英国犯罪观察》上首次公开该图像。

### 晚上10点：失踪报告
凯特原本要在9点30分回去看孩子，但七人组中的马修·奥德费尔德也要去旁边的5A看孩子，顺道看了凯特的孩子。马修发现麦卡恩家的儿童房房门打开，但里头没有动静传出。马修没有进房间看玛德琳在不在，也记不清房间窗户和外面的百叶窗当时有没有打开。在早期的调查中，葡萄牙警方指责奥德费尔德参与其中，因为他自愿提出帮忙看孩子，有可能通过睡房窗户将玛德琳递给其他人。
晚上10点左右，凯特回5A检查。苏格兰场于2013年表示玛德琳可能这在这个时间点之前被人带走的。据凯特会议，她通过公寓后面未上锁的露台门进入，发现孩子们的睡房房门打开。就在她打算关门的时候，一股强劲的气流砰的一下关上了房门，由此看到睡房窗户和百叶窗打开着。玛德琳的摇篮猫和毛巾还在床上，人倒是不见了。稍微检查完公寓，凯特急忙跑回餐厅，大喊“玛德琳丢了！有人带走了她！”。
大约10点10分，加里派马修·奥德费尔德去度假村的接待处报警，10点30分度假村启动失踪儿童搜索机制，出动60名员工及游客四处找人，直至凌晨4点30分。最初大家认为玛德琳迷路了，其中一人向第四台《新聞快遞》栏目表示整个卢什都可以听到搜索人员在叫玛德琳的名字。

## 初期反应

### 葡萄牙警方行动
國家憲兵共和国国民警卫队的两名警察从5英里（8公里）远的拉古什赶来，晚上11点10分抵达度假村。结束完凌晨的简要搜查，他们通报了附近波尔蒂芒的司法警察。凯特回忆司法警察在凌晨1点刚过的时候到场。根据警察所述，接警不到10分钟，他们就抵达现场。凌晨2点，警方把两条巡逻犬带到度假村，8点出动了四条嗅探犬。他们取消了假期，将卢兹的下水道、水井、洞穴和废墟翻了个遍。波尔蒂芒总督察贡萨洛·阿马拉尔担任调查总指挥。
众所周知，警方在案发后的“黄金时间”内犯了很多错误，边防机构和水上警察有好几个小时没有接到玛德琳的情况，警方也没有每户上门搜查。凯特表示警方到了第二天早上10点才设路障。警方没有要求提供案发当晚离开卢兹的车辆监控画面，也没有要求提供西班牙边境地带拉各斯及圣安东尼奥雷阿尔城车辆画面。负责道路监控的公司Euroscut表示警方没有找他们要信息。国际刑警组织花了五天时间，才行发布全球失踪人口警告。另外，警方也没有采访案发当时在度假村的所有，度假者也是后来才跟英国警方说没有联系过他们。
犯罪现场未收到保护。葡萄牙警方采集了玛德琳睡房的样本，把样本送去三个法医实验室验证。据司法警察总督察奥莱加里奥·德·索萨（Olegário de Sousa）表示，2007年6月1日，警方找到一位“陌生人”的DNA，但房间关门前有大约20人进入5A公寓。凯特表示，凌晨3点有位警官在儿童房的门口贴上的胶带，之后就离开了，没有保护好现场。根据司警2008年发布的文件，案发一个月后，5A一直处于闲置状态，之后于2007年8月被封锁，方便进行后续的调查搜证。公寓外面也出现了类似的情况，一大群人聚焦在5A公寓的前门，包括儿童睡房窗户的旁边（这里极有可能是绑匪进入或离开的地方），踩踏了证据。一位警察在没有戴手套或穿防护衣的情况下在窗户外面的百叶窗扫指纹。

### 英国警方行动
玛德琳家乡的莱斯特郡警察在同意的情况下派出特遣队，负责协调英方的行动。行动队伍由地区警察局局长马特·巴戈特率领，与葡萄牙方的调查同期进行。双方组成了一个代表战术协调小组（或称金色小组），由莱斯特郡警察、嚴重及有組織犯罪調查局、儿童剥削和网络保护中心及国家警察改进署的代表组成。司法警察明面上给英方提供了一个工作房间，暗地里不满他们前来。英方习惯把资料输入到內政部大型重要查詢系統，葡方则用箱子搜集资料。另外，葡方没有英方那样的自治权，一般要等候裁判官做决定，工作效率大大降低。在安东尼·桑默斯和罗宾·斯旺的《寻找玛德琳》（Looking for Madeleine，2014）一书中，时任儿童剥削和网络保护中心主任吉姆·甘布尔表示葡萄牙觉得他们屈尊于英国这样的“殖民大国”。

### 媒体与公关

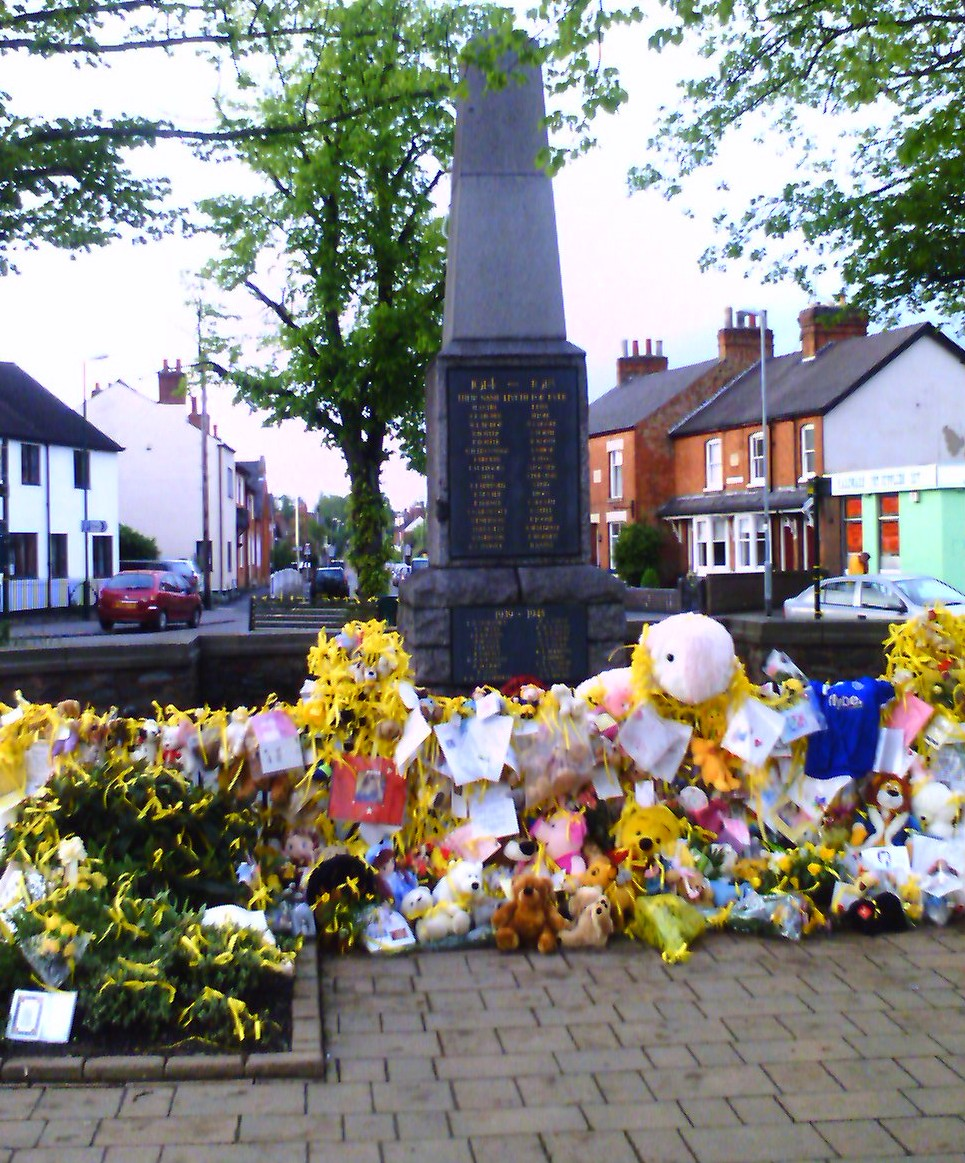
Tribute in Rothley, the McCanns' home town, on 17 May 2007

2010年，葡萄牙司法警察的一名官员承认他们在“媒体马戏团”的影响下，从一开始就怀疑麦卡恩一家。2008年，加里向《名利场》杂志表示，他曾决定“推销”玛德琳，让她一直受到公众的关注。结果，在当地警方的极为不满、认为媒体关注会有反作用之下，一群公共关系顾问来到卢玆。英国公关机构贝尔波特廷格的亚历克斯·伍尔法（Alex Woolfall）在案发前十天一直代表马克·华纳公司跟媒体打交道，之后英国政府也派了新闻官，情况前所未见。
在《每日镜报》当记者的新闻官雪莉·多德（Sheree Dodd）率先抵达，之后中央信息办公室的克拉伦斯·米切尔（Clarence Mitchell）主任抵达。英方召回米切尔后，麦卡恩一家又在猎头的帮助下聘请了贾斯婷·麦吉尼斯（Justine McGuinness）。贾斯婷离开后，由首相约翰·梅杰前私人秘书查尔斯·莱文顿（Charles Lewington）持有的汉诺威通讯（Hanover Communications）进场。2007年9月，圣母峰之窗布赖恩·肯尼迪（Brian Kennedy）提出支付米切尔的薪水，方便她回来。随后米切尔辞去公职，全职投入麦卡恩一家的工作，由玛德琳基金会支付薪水。
2007年5月15日，麦卡恩一家创立玛德琳基金会：不遗余力有限公司，用以筹集资金，提高大家对事件的关注。基金会网站上线两天就获得5800万次点击。5月和6月，玛德琳夫妇的公关团队安排了几项活动，维持媒体对案件的关注，包括前往葡萄牙花地玛、荷兰、德国、西班牙和摩洛哥。2007年5月30日，在记者的陪同下，夫妇俩乘坐菲利普·格林爵士的里爾噴射機飞到罗马，在威斯敏斯特大主教的安排下接见教宗本笃十六世。次月，世界各地300座城市放飞了玛德琳的气球。
据马修·帕里斯表示，到6月初，记者们开始担忧专业的公关活动影响到采访。若以玛德琳事件为头版，一份英国报纸最多可以卖3万份。2007年5月28日，玛德琳登上人物杂志封面，之后在英国各大小报的头版上出现了几乎六个月，甚至天空新闻台的菜单选项也为玛德琳开辟了专区。2007年5月到2008年7月间，葡萄牙小报《晨邮报》共发布玛德琳的文章384篇。到2008年6月，在YouTube上搜索玛德琳会出现3680条视频及700百万条贴文。

## 葡萄牙方调查

### 头号嫌疑人
玛德琳失踪12天后，34岁的英国葡萄牙裔置业顾问罗伯特·穆拉特（Robert Murat）成为案件的首位嫌疑人。穆拉特生于西伦敦汉默史密斯，住在母亲的“莉莲娜之家”（Casa Liliana），该处距5A公寓150码（137米），就位于坦纳目击男子所走的方向。《星期日镜报》一位记者跟警察说穆拉特一直在问案件的情况后，警方将他列为嫌疑人。有一段时间，穆拉特是与司法警察签约的官方口译员。穆拉特说自己之所以帮忙，是因为在英国女儿也跟玛德琳一样大。
小吃餐厅七人组中的菲欧娜·佩恩、拉塞尔·奥布莱恩和蕾切尔·奥德费尔德表示案发后不久看到穆拉特在5A公寓外，当时公寓外还有海洋俱乐部的一位保姆和两位英国度假者。考虑到穆拉特的住所临近5A，他的出现并不奇怪，但是他说自己和母亲整晚都呆在家里。然而，麦卡恩家的身边人仍对穆拉特持怀疑态度：其中一位支持麦卡恩一家的人告诉BBC记者理查德·比尔顿（Richard Bilton），说可以提供案件的任何最新进展，前提是比尔顿的报道需要包括新闻界对穆拉特的看法。从2007年5月15日开始，警方开始搜查穆拉特的家，排空了游泳池的水，检查了他的汽车、电脑、手机及监控录像，利用金属探测器与嗅探犬搜查了他的花园，询问了他两个手下。2008年3月，其中一位助理放火烧了穆拉特的车子，并在人行道上用红漆写上“Fala”（说话）一词。由于穆拉特及其朋友与失踪事件没有联系，警方于2008年7月21日结案时解除了他的嫌疑。2008年4月，穆拉特发起诽谤官司达成庭外和解，其本人获得60万欧元的赔偿金；《观察家报》表示赔偿金是英国单一诽谤官司的最大庭外和解金。穆拉特的好友各获得10万欧元赔偿。2014年7月格兰赫行动期间，穆拉特的其中一位好友以目击者身份受审，审问者是苏格兰场委托的司法警察。同年12月，穆拉特与妻子及其他八人受审，审问者同样是苏格兰场的代表。2017年，穆拉特母亲作为当晚5A附近可疑事件的目击者发声。据她向英国广播公司表示，当晚她驾车路过5A公寓，发现一位身穿梅色上衣、举止可疑的年轻女子就在门外，之后便将相关情报告诉给警察。另外，她还看到一辆棕色的小型出租汽车在单行道上逆行，飞速驶向公寓方向。

### 目击者证词
在写给司法警察的证词中，多位目击者表示案发前夕及当天有几个举止怪异的男子出现在5A公寓附近。苏格兰场推测这几个人可能会为绑架或入室盗窃进行踩点。2007年1月到5月间，当地的入室盗窃案增长近四倍，而麦卡恩一家所在的大楼案发前一周就发生了两起，犯人通过窗户入室 。
另有目击者称有男子是在进行募捐。4月20日，一位衣衫不整的男子向一位住在5A附近的女游客讨钱，说是要在埃斯皮切附近建一家孤儿院，而埃斯皮切当时并没有孤儿院而类似的地方。目击者表示这名男子态度咄咄逼人，令人害怕。4月25日、26日左右，在麦卡恩一家之前租住5A的游客发现一名男子出现在阳台，是通过台阶从街上进入的。这名男子非常礼貌，胡子刮得非常干净，向游客索要建孤儿院的钱。案发当天，上述两名男子在5A附近的街道四次募捐。当天下午4点，两名黑发男子接触一位英国租客，索要在埃斯皮切附近设立旅馆或安寧病房；下午5点，两名男子与另一位英国游客接触，双方经历类似。
5月2日，有人在5A对面街看到一名“相貌丑陋”的棕髮男子，男子明显盯着5A看。早在4月29日，有人在海洋俱乐部看到他。4月30日，5A前房客的孙女看到一位棕发男子靠在公寓后的墙，5月2日又在小吃餐厅看到他，当时他正望向5A。孙女称这名男子是白人，年纪约30岁，短发，脸上有斑点.。案发前天及当天，一名男子盯着麦卡恩的街区看，附近有一辆白色小货车。5月3日傍晚时分，住在5A上方的一位女孩从阳台看到一名男子从大门处离开，仿佛是从地面层的公寓离开。让她在意的是，男子走出大门时四处张望，用双手轻轻关上大门。14点30分，两名金发男子出现在5C的阳台，此处隔5A两扇门，暂无人租住。下午4点到5点，两名金发男子出现在5A附近。晚6点，同一名或另一名金发男子在麦卡恩所在大楼的楼梯间出现。晚11点，也就是麦卡恩失踪后，两名金发男子在附近街头出现，说话声调很高。被人发现的时候，两人降低声调并走开。

### 麦卡恩夫妇的嫌疑

#### 早期嫌疑
早在2007年6月6日，媒体就开始怀疑麦卡恩夫妇，当时一名德国记者在柏林的记者会上问到两人是否涉及案件。6月30日，葡萄牙周报《太阳报》刊发3000字文章《玛德琳案：封口条约》，直言麦卡恩夫妇就是嫌犯，强调两人的说法前后不一，而坦纳的目击证词也是纯属捏造。该报记者取得塔帕斯七人及另一位目击者的手机号码，证明调查行动已被泄露。《太阳报》这一篇和之后的报道在没有证据的情况下提出多项指控，这些指控得到英国媒体密切跟进，让麦卡恩在之后几年面临社交媒体的口诛笔伐。相关指控包括麦卡恩夫妇和塔帕斯七人组玩“交换配偶”、麦卡恩夫妇給自己的孩子服用鎮靜劑、麦卡恩夫妇和塔帕斯七人组就案发当晚的情况达成了“封口条约”。除此之外，夫妇俩与塔帕斯七人组的证词也出现了大量前后不一或互相矛盾的地方。警方要求一行人接受葡萄牙语提问，一行人的回答由口译员翻译成葡萄牙语。据凯特表示，这些证词随后会用葡萄牙语打印出来，由口译员翻译成英语，被审问人了解后签字确认。
另一个前后不一致的地方是回去查看孩子的情况的时候，麦卡恩夫妇到底有没有从前门/后门进入公寓。据司法警察卷宗记载，格里在2007年5月4日第一次接受询问时表示，他们两夫妻两次从上锁的前门进入5A，一次是晚上9点05分自己那次，一次是晚上10点妻子那次。后来在5月10日第二次询问中，格里改口称是从后方未上锁的露台门进入的（由于露台门只能从里面开锁，夫妇俩故意没有锁门，方便后续进入）。而前门到底上没上锁的说法也存在矛盾。据格里2007年12月向英国《星期日泰晤士报》记者透露，那个礼拜早些时候，他们曾经用过前门，但这扇门紧挨着孩子们的睡房。为了不吵到孩子们休息，他们改用露台门进入。司法警察向凯特提出疑问，为什么发现玛德琳失踪的时候要扔下5A的双胞胎跑到餐厅里求救，而不是用手机报警，或者是从5A后方的露台向餐厅里的人叫喊。
另一个问题是玛德琳卧室窗户上的外百叶窗是否可以从外面打开。据记者丹尼·科林斯（Danny Collins）透露，这扇百叶窗由有色金属板条制作，板条收纳在窗内顶部的一个盒子里，使用时拉动皮带即可。百叶窗放下来后，上面的板条会股固定在窗外，只能用窗内的带子拉起来。据凯特回忆，玛德琳被叫上床睡觉的时候，百叶窗和窗户都是关着的，但她后来发现玛德琳失踪的时候是开着的。格里告诉司法警察，刚开始他注意到玛德琳失踪的时候，他把百叶窗降了下来，之后走到窗外，发现百叶窗只能从外面升起。对于这一点，葡萄牙警方表示百叶窗在没有施力的情况下无法从外面升起，所以没有强行闯入的迹象。再者，强行把百叶窗拉开会弄出很大的动静。
考虑到矛盾的地方过于明显，司法警察有理由认为案件不存在绑架情况。凯特当时大喊“他们把她抓走了”也引起一些怀疑，不禁让人觉得她是想让大家误以为有绑架案。需要注意的是，从8月份开始，有关嫌疑衍生出一种说法，认为玛德琳就死在5A公寓，死因是服用过量镇静剂意外死亡。之后父母把她的尸体藏了一个月，案发三个礼拜后用一辆租来的汽车把尸体运到神秘地点抛弃。2010年，前葡萄牙警探联盟主席卡洛斯·安乔斯（Carlos Anjos）告诉BBC《广角镜》节目，葡萄牙的警探大多认为玛德琳是在公寓里意外身亡的。

#### 葡萄牙方面的委托书
2007年6月28日，麦卡恩夫妇建议司法警察求助前南非警察丹尼·克鲁格（Danie Krugel），说克鲁格发明了一种名叫“物体定位系统”的手持设备，据说可以用DNA和卫星定位找到失踪人口。多年后一位科学家听闻这件事，说这种探测器是“牛皮吹破天”。凯特在2011年撰写的文章中也认为克鲁格是在吹牛，但麦卡恩夫妇深信不疑。6月第二个礼拜，麦卡恩一家的英国亲戚向克鲁格送来了玛德琳的头发和睫毛。7月15日，克鲁格来到普拉亞達盧什调查，据说是用仪器在罗查内格拉（Rocha Negra）悬崖附近的沙滩找到一个“静态信号”。
负责司法警察调查行动的贡萨洛·阿马拉尔督察认为凯特对克鲁格的支持是烟雾弹，目的是在不损害自身利益的情况下“找出女儿尸体的位置”（她也考虑使用灵媒）。带着这个看法，司法警察向英国警方发出委托书，请求协助搜查玛德琳的尸体。为此，英国国家警务改进局国家搜索顾问马克·哈里森（Mark Harrison）来到普拉亞達盧什，以徒步及乘坐直升机的方式调查相关地点。哈里森在报告中称克鲁格的做法“非常不靠谱”，表示截至2007年7月23日，有100名警察搜查了普拉亞達盧什周边9.3英里（15）的区域；除了里斯本来的搜救队，负责调查的警察及团体的大多数人都没接受过搜索程序训练。搜索人员也用上了搜索犬，但用的时间已经是提出使用的五天后，而不是建议的两天内。哈里森建议搜索海滩及海岸线区域、村子附近的空地、罗伯特·穆拉特的房产、5A公寓、塔帕斯七人组的公寓及涉事租车。他还建议使用透地雷達，用了来自南约克郡的两条史賓格犬Keela和Eddie。

#### 英国嗅探犬抵达
凯拉是一条法医调查犬，在主人马丁·格莱姆的训练下，她可以把鼻子凑到案发现场的地面来嗅探人类血液的气味。每当有发现的时候，她会停在原地不动，以此向主人发出“被动警报”。艾迪是一条增强型遇害者搜查犬（也就是搜救犬），每当嗅到尸体气味时，就会发出“吠叫警报”，包括死亡时间不短、埋在地里、火花过或没入水中的尸体。经过专业训练，艾迪只会在闻到尸体气味的时候吠叫，其他情况不会吠。
两条搜查犬于2007年7月31日抵达普拉亚达卢什，其后在5A公寓、尸体周围及沙滩处进行搜查。两条犬都在5A客厅沙发后面发出警报，其中艾迪还在主卧衣橱附近发出警报。至于沙滩或湿地，两条犬都没有回应。葡萄牙司法警察申请搜查令，对麦卡恩一家在弗洛雷斯街租住的公寓，以及麦卡恩夫妇在玛德琳失踪后租了24天的银色雷诺风景轿车进行搜查。对租用公寓及周围地区的搜查行动于8月2日进行，期间艾迪只对躺在地上的摇篮猫作出反应，凯拉则还有回应。警方带走了麦卡恩一家的衣物、摇篮猫、一副乳胶手套、几个行李箱、一本笔记本、两本日记（包括凯特在女儿失踪后开始写的那本），以及凯特向朋友借来的《圣经》。其中，《圣经》《撒母耳记》第2章中做了标记，这一段是讲一个儿童的死亡，在警方的卷宗中有副本，且附有一段葡萄牙语翻译。上述证物被带到另一个地方，随后艾迪就其中一箱向主人作出反应。接近麦卡恩一家律师团队的消息人士向记者透露，如果凯特的衣服的确有尸体的气味，很有可能是她在做家庭医生接触尸体时染上的。
司警也将雷诺风景轿车带走调查。8月6日，基拉和艾迪来到波爾蒂芒司警总部对面的地下停车场。停车场共停放10辆车，每辆车间隔20至30英尺的距离，当中包括麦卡恩一家和穆拉特一家的车。艾迪在麦卡恩一家轿车的驾驶车门外面发出警报。第二天早上，基拉对後備箱靠近驾驶员一侧，以及驾驶员车门的地图隔间发出警告，而车门地图隔间放着点火钥匙，以及钥匙圈。当钥匙圈藏在消防桶里的沙子下面时，她再次发出警报，跟消防桶被移到停车场的另一层时一样。几乎同一时间，葡萄牙媒体开始报道玛德琳在5A公寓内死亡。

#### 英国方面的DNA分析
Hair and other fibres were collected from areas in the car and apartment 5A where Keela and Eddie had given alerts, and were sent to the Forensic Science Service (FSS) in Birmingham for DNA profiling, arriving around 8 August 2007. At this point, according to The Sunday Times, the PJ "abandoned the abduction theory". On 8 August, without waiting for the results from Birmingham, Portuguese police called the McCanns to a meeting in Portimão, where Guilhermino Encarnação, PJ regional director, and Luis Neves, coordinator of the Direcção Central de Combate ao Banditismo in Lisbon, told them the case was now a murder inquiry. When Encarnação died of stomach cancer in 2010, The Daily Telegraph identified him as a major source of the leaks against the McCanns. Both the McCanns were interrogated that day; the officers suggested that Kate's memory was faulty.
The FSS used a technique known as low copy number (LCN) testing. Used when only a few cells are available, the test is controversial because it is vulnerable to contamination and misinterpretation. On 3 September, John Lowe of the FSS emailed Detective Superintendent Stuart Prior of the Leicestershire Police, the liaison officer between the British and Portuguese authorities. Lowe told Prior that a sample from the car boot contained fifteen out of nineteen of Madeleine's DNA components, and that the result was "too complex for meaningful interpretation":
A complex LCN [low copy number] DNA result which appeared to have originated from at least three people was obtained from cellular material recovered from the luggage compartment section ... Within the DNA profile of Madeleine McCann there are 20 DNA components represented by 19 peaks on a chart. ... Of these 19 components 15 are present within the result from this item; there are 37 components in total. There are 37 components because there are at least 3 contributors; but there could be up to five contributors. In my opinion therefore this result is too complex for meaningful interpretation/inclusion. ... [W]e cannot answer the question: Is the match genuine, or is it a chance match.

#### McCanns madearguidos
Lowe's email was translated into Portuguese on 4 September 2007. The next day, according to Kate, the PJ proposed that, if she were to admit that Madeleine had died in an accident in the apartment and that she had hidden the body, she might only serve a two-year sentence. Her husband would not be charged and would be free to leave. Both parents were given arguido status on 7 September, and were advised by their lawyer not to answer questions. The PJ told Gerry that Madeleine's DNA had been found in the car boot and behind the sofa in apartment 5A. Gerry did respond to questions, but Kate declined to reply to 48 questions she was asked during an eleven-hour interview.
The DNA evidence was a "100 percent match", journalists in Portugal were told. British tabloid headlines included "Corpse in McCann Car" (London Evening Standard, 16 October 2007), while the Daily Star reported that a "clump of Maddie's hair" had been found in the car. The leaks came directly from Portuguese police, according to testimony in 2012 from Jerry Lawton, a Daily Star reporter, to the Leveson Inquiry. Matt Baggott of the Leicestershire Police told the inquiry that, because the Portuguese were in charge of the case, he had made a decision not to correct reporters; his force's priority, he said, was to maintain a good relationship with the PJ with a view to finding Madeleine.{{efn|Matt Baggott, former chief constable of Leicestershire Police (Leveson Inquiry, 28 March 2012): "[A]s a chief constable at the time, there were a number of I think very serious considerations. One for me, and the Gold Group who were running the investigation, which was a UK effort, was very much a respect for the primacy of the Portuguese investigation. We were not in the lead in relation to their investigative strategy. We were merely dealing with enquiries at the request of the Portuguese and managing the very real issues of the local dimension of media handling, so we were not in control of the detail or the facts or where that was going.
"I think the second issue was there was an issue, if I recall, of Portuguese law. Their own judicial secrecy laws. I think it would have been utterly wrong to have somehow in an off the record way have breached what was a very clear legal requirement upon the Portuguese themselves....
"There was also an issue for us of maintaining a very positive relationship with the Portuguese authorities themselves. I think this was an unprecedented inquiry in relation to Portugal. The media interest, their own reaction to that. And having a very positive relationship of confidence with the Portuguese authorities I think was a precursor to eventually and hopefully one day successfully resolving what happened to that poor child.
"So the relationship of trust and confidence would have been undermined if we had gone off the record in some way or tried to put the record straight, contrary to the way in which the Portuguese law was configured and their own leadership of that."

#### McCanns return to the UK, Almeida report
Despite their arguido status, the McCanns were allowed to leave Portugal, and on legal advice did so immediately, arriving back in England on 9 September 2007. The following day Chief Inspector Tavares de Almeida of the PJ in Portimão signed a nine-page report concluding that Madeleine had died in apartment 5A as a result of an accident, that the restaurant meal and apparent regular checks on the McCann children had been part of the cover-up, that the Tapas Seven had helped to mislead the police, and that the McCanns had concealed the child's body before faking an abduction. An eleven-page document from the Information Analysis Brigade in Lisbon analysed alleged discrepancies in the McCanns' statements. On 11 September the public prosecutor, José Cunha de Magalhães e Meneses, handed the ten-volume case file to a judge, Pedro Miguel dos Anjos Frias. Meneses applied for the seizure of Kate's diary and Gerry's laptop. The police also wanted to trace telephone calls between the McCanns and the Tapas Seven, and there were details in the report about the number of suitcases the McCanns and their friends had taken back to England.
On 28 September 2007, according to a diplomatic cable published by WikiLeaks in 2010, the United States ambassador to Portugal, Al Hoffman, wrote about a meeting he had had with the British ambassador to Portugal, Alexander Ellis, on 21 September 2007. The cable said: "Without delving into the details of the case, Ellis admitted that the British police had developed the current evidence against the McCann parents, and he stressed that authorities from both countries were working co-operatively. He commented that the media frenzy was to be expected and was acceptable as long as government officials keep their comments behind closed doors."
Control Risks, a British security company—paid by an anonymous donor to assist the McCanns since 7 May 2007—took hair samples from the McCann twins on 24 September 2007, at their parents' request. The twins had slept through the commotion in apartment 5A after Madeleine was reported missing; Kate wrote that she was concerned the abductor might have given the children sedatives. According to the PJ files, Kate had asked them to take samples, three months after the disappearance, but they had not done so. Control Risks took a sample from Kate too, to rebut allegations that she was on medication. No trace of drugs was found.